# Privesa formosa
Privesa formosa är en insektsart som beskrevs av Victor Lallemand 1950. Privesa formosa ingår i släktet Privesa och familjen Ricaniidae. Inga underarter finns listade i Catalogue of Life.